# Hélène Krzyżanowska
Halina Krzyżanowska (Courbevoie (Alts del Sena), 4 d'agost, 1867 - Rennes (Ille i Vilaine), 18 de gener, 1937), va ser una pianista i compositora polonesa i francesa.
Va néixer, en el si d'una gran família musical de l'aristocràcia empobrida de Polònia. Els seus pares eren Franciszek Krzyżanowski i Józefina Maria. Als 13 anys, va guanyar el primer premi en un concurs de cant al Conservatori de París, on va estudiar piano amb Félix Le Couppey i Antoine François Marmontel, i composició amb Ernest Guiraud. Va rebre la primera distinció el 1881, el segon premi el gener de 1883 i el primer el 1885. Va fer el seu primer concert el 1885.
Va compondre principalment peces per a piano, peces de cambra, així com una sonata per a violoncel, violí i altres peces. Des de 1900, va ser professora del curs de piano al Conservatori de Rennes. Va donar concerts a molts països europeus.
Va morir a casa seva al carrer du Bois Rondel als 69 anys. Va ser enterrada el 21 de gener al cementiri del nord de Rennes.
Condecorada amb l'Orde Polònia Restituta.